# Poème pour piano et quatuor à cordes

Le Poème pour piano et quatuor à cordes est un quintette avec piano de Gabriel Dupont, dédié à Charles-Marie Widor. Il fut créé le 26 mars 1911 par Maurice Dumesnil et le Quatuor Willaume.

## Structure de l'œuvre
Cette pièce se compose de trois parties :
1. Sombre et douloureux[1]
2. Clair et calme[2]
3. Joyeux et ensoleillé[3]

## Discographie
- Gabriel Dupont, Poème pour piano et cordes et La Maison dans les dunes ; François Kerdoncuff, piano, Quatuor Louvigny, CD Timpani, 2003
- Gabriel Dupont, Poème pour piano et quatuor à cordes, 9 pièces pour piano extraites de La Maison dans les dunes et Les Heures dolentes, Journée de printemps pour violon et piano ; Marie-Catherine Girod, piano, Quatuor Pražák, CD Mirare, 2014